# 貨泉駅
貨泉駅（ファチョンえき）は、朝鮮民主主義人民共和国黄海北道勝湖郡にある、朝鮮民主主義人民共和国鉄道省平徳線の駅。

## 歴史
- 1939年6月29日：開業[1]

## 隣の駅
朝鮮民主主義人民共和国鉄道省
平徳線
晩達里駅 - 貨泉駅 - 金玉駅